# 卡片术士西普特
《卡片术士西普特》（又译作），是大富翁型电子卡片遊戲，由日本游戏公司大宫软件开发，1997年10月发售于世嘉土星。
讲的传说的大陆有能召唤出魔力与怪兽的卡片，而卡片是女神卡鲁朵娜制造的创世书“卡鲁多西普托”，在远古时期战争被破坏的碎片。据说将卡鲁多西普托复原可得到神的力量，所以卡片术士就争夺卡片。
漫画版由金子真也创作。